# Uani Unga
Uani "Devin" Unga (Pomona, 28 dicembre 1987) è un giocatore di football americano statunitense che milita nel ruolo di linebacker per i New York Giants della National Football League (NFL).

## Biografia
Dopo le scuole superiori, Unga trascorse due anni come missionario mormone. Al college giocò a football all'Università statale dell'Oregon (2009-2010) e alla Brigham Young University (2012-2013), guidando la nazione in tackle nella sua ultima annata. Non fu scelto nel Draft NFL 2014 e passò l'autunno a curare un infortunio al ginocchio prima di firmare con la squadra di allenamento dei New York Giants il 23 dicembre 2014. L'anno successivo riuscì prima ad entrare nei suoi 53 uomini del roster per l'inizio della stagione regolare e poi a imporsi come titolare. Debuttò come professionista scendendo in campo come partente contro i Dallas Cowboys in cui mise a segno un intercetto su Tony Romo, guidando inoltre la sua squadra con 12 tackle. Due settimane dopo fece registrare il suo secondo intercetto su Kirk Cousins dei Washington Redskins nella gara del giovedì notte.

## Statistiche
| Partite totali      | 3   |
| Partite da titolare | 2   |
| Tackle              | 26  |
| Sack                | 0,0 |
| Intercetti          | 2   |
| Fumble forzati      | 1   |